# Campodimele
Campodimele és un comune (municipi) de la província de Latina, a la regió italiana del Laci. Està situat en un turó càrstic escarpat, entre les serralades dels Monts Ausons i els Monts Auruncs.
L'economia es basa principalment en l'agricultura.
Campodimele limita amb els següents municipis: Esperia, Fondi, Itri, Lenola, Pico i Pontecorvo.
A 1 de gener de 2019 tenia 605 habitants.

## Història
Campus Mellis es va aixecar probablement sobre les ruïnes d'Apiola, una ciutat llatina molt antiga, destruïda per Tarquini Prisc, cinquè rei de Roma (579 aC); les ruïnes d'Apiolae són visibles a uns 6 km de l'actual centre històric de Campodimele.
Al segle vi, els llombards van establir el primer assentament fortificat, mentre que al segle següent va formar part de les possessions de l'abadia de Montecassino.
A partir del 916, va ser part del ducat de Gaeta. El "camp de Melle" es torna a mencionar en una donació del cònsol de Fondi el 1072. El 1087, el papa Víctor III té una llista de la propietat de l'abadia esculpida a la porta de bronze de la basílica de Montecassino. El 1384, va passar a ser una possessió de la família Ceatani de Fondi, però el 1497 el rei Frederic III de Nàpols va cedir el comtat de Fondi amb els ducats dels voltants, inclòs Campodimele, a la família Colonna.
L'any 1534 Giulia Gonzaga va fugir aquí del pirata algerià Barbarossa. El 1591, el feu va ser heretat per Luigi Carafa, príncep de Stigliano.
Campodimele va obtenir els drets municipals el 1813.
Durant la Segona Guerra Mundial, la Línia Gustav va passar per Campodimele. Alberto Moravia, que havia estat deportat aquí, es va inspirar en els esdeveniments de l'època per a la seva novel·la La Ciociara.

## Llocs d'interès
- Les muralles (segle XI dC).
- Monestir de Sant'Onofrio, fundat per Desideri de Montecassino al segle xi.
- Església parroquial de San Michele Arcangelo, construïda al segle xi sobre un temple pagà preexistent.
- Església de l'Annunziata (segle XIII).